# جيمس كينسي
جيمس كينسي هو محامي وقاضي وسياسي أمريكي، ولد في 22 مارس 1731 في فيلادلفيا في الولايات المتحدة، وتوفي في 4 يناير 1803. انتخب عضو جمعية نيوجيرسي العامة ‏.